# Arieh Ben-Tov
Arieh Ben-Tov właściwie Lejba Hassenberg (ur. 8 sierpnia 1923 w Będzinie, zm. 6 czerwca 1996 w Holandii) – polski prawnik żydowskiego pochodzenia, przewodniczący Związku Żydów Będzińskich, wieloletni prezes Światowego Związku Żydów Zagłębia, członek Międzynarodowego Komitetu Oświęcimskiego i Rady Instytutu Pamięci Narodowej Yad Vashem.

## Życiorys
Lejba był synem Icchaka i Fridy Hassenberg. Miał pięcioro rodzeństwa, trzy siostry: Sarę, Frumcie i Lunię, oraz dwóch braci: Izraela i Szloma. Ojciec nauczał religii. Lejba uczęszczał do Szkoły Rapaporta, a później do Liceum Humanistycznego Fürstenberga w Będzinie. W 1943 roku został wywieziony do obozu Auschwitz-Birkenau, gdzie zginęła cała jego rodzina. Później przebywał w obozie Monowice, skąd udało mu się na początku ewakuacji uciec do lasu. Ukrywał się do czasu wkroczenia wojsk radzieckich. Po wojnie na krótko osiedlił się w Częstochowie, skąd wraz z grupą młodzieży syjonistycznej wyruszył do Palestyny. Dotarł na Cypr, gdzie został internowany wraz z innymi. W Izraelu wstąpił do armii uczestniczył w wojnie wyzwoleńczej, po demobilizacji ukończył studia prawnicze i otworzył kancelarię prawną. Działał w Partii Progresywnej (rzecznik), należał do Partii Niezależnych Liberałów.
Ben-Tov był autorem książki Czerwony Krzyż spóźnia się: Międzynarodowy Komitet Czerwonego Krzyża a los Żydów węgierskich w latach 1943–1945. W swoich badaniach ustalił, że organizacja biernie przyglądała się deportacji węgierskich Żydów i nie robiła nic, żeby im zapobiec. Max Huber, ówczesny prezes Czerwonego Krzyża, wiedział o nazistowskich planach eksterminacji Żydów. W książce i w wystąpieniach publicznych głosił, że świat biernie przyglądał się zagładzie Żydów, a organizacje międzynarodowe oskarżał o nazbyt nieśmiałe i niepewne działania. Uważał, że gdyby Czerwony Krzyż, mający siedzibę w Genewie, odważniej przeciwstawiał się Niemcom pod koniec wojny, nie musieliby zginąć Żydzi węgierscy.
Po 1989 roku często przyjeżdżał do Będzina. Współpracował z władzami samorządowymi i zabiegał o utrwalenie pamięci o przedwojennej będzińskiej społeczności żydowskiej. Dzięki jego staraniom postawiono obeliski w miejscach zburzonych przez Niemców synagog, umieszczono tablice na dawnych obiektach żydowskich, zorganizowano też wiele seminariów naukowych oraz wyjazd grupy polskiej młodzieży szkolnej do Izraela.
Zmarł nagle podczas pobytu na Kongresie Międzynarodówki Liberalnej w Holandii. Rok po śmierci Ben-Tova ukazała się książka nosząca tytuł Moje Credo. Publikacja została wydana w języku polskim przez syna zmarłego Archituva, pragnącego kontynuować dzieło ojca. W latach 90. XX w. w Izraelu powstał Ośrodek Nauki o Zagładzie im. Ariego Ben-Tova, którego pracami kieruje Archituv.
Odznaczony Krzyżem Kawalerskim Orderu Zasługi RP.

## Publikacje
- Czerwony Krzyż spóźnia się: Międzynarodowy Komitet Czerwonego Krzyża a los Żydów węgierskich w latach 1943–1945[6], Sosnowiec 1996.
- Das Rote Kreuz kam zu spät : die Auseinandersetzung zwischen dem jüdische Volk und dem Internationalen Komitee vom Roten Kreuz im Zweiten Weltkrieg : die Ereignisse in Ungarn, Zürich : Ammann, 1990.
- Moje credo: książka o Ben-Tovie, Tel-Aviv 1997